# Karl Friedrich Lebret
Karl Friedrich Lebret (* 1. November 1764 in Stuttgart; † 24. Oktober 1829) war ein württembergischer Theologe und Bibliothekar an der Herzoglichen Öffentlichen Bibliothek in Stuttgart.

## Leben
Lebret war der Sohn des Tübinger Professors Johann Friedrich Lebret. Nach dem theologischen Studium im Evangelischen Stift in Tübingen war er zunächst Hofmeister in Paris. 1789 berief ihn der württembergische Herzog Carl Eugen zum Professor der Numismatik und Heraldik an die Hohe Karlsschule. Gleichzeitig wurde er zum Bibliothekar an der Herzoglichen Öffentlichen Bibliothek in Stuttgart ernannt. 1790 wurde Lebret zusätzlich Aufseher des Münz- und Medaillenkabinetts und später auch Aufseher der Kunstkammer. 1828 wurde Lebret Oberbibliothekar und damit Leiter der Bibliothek und erhielt den Titel eines Oberstudienrates.
Lebret war Mitglied der Gesellschaft für ältere deutsche Geschichtskunde und veröffentlichte selbst mehrere kleinere historische Schriften.

## Werke
- De prvdentia Imp. Rvdolphi I. in rebvs, cvm cvria papali transactis, ex temporvm illorvm indole æstimanda, dissertatio historica, Tübingen: Fues 1783.
- De Religione Inprimis Christiana Magno In Officiis Erga Alios Praestandis Adjumento, Tübingen: Fues 1786 Digitalisat